# Fernando María Bargalló
Fernando María Bargalló (Buenos Aires, 18 dicembre 1954) è un vescovo cattolico argentino, dal 26 giugno 2012 vescovo emerito di Merlo-Moreno.

## Biografia
Fernando María Bargalló è nato a Buenos Aires il 18 dicembre 1954.

### Formazione e ministero sacerdotale
Il 15 agosto 1978 è stato ordinato presbitero.

### Ministero episcopale
Il 27 aprile 1994 papa Giovanni Paolo II lo ha nominato vescovo ausiliare di Morón e titolare di Irina. Ha ricevuto l'ordinazione episcopale il 31 maggio successivo dal vescovo di Morón Justo Oscar Laguna, co-consacranti il vescovo di San Isidro Alcides Jorge Pedro Casaretto, il vescovo di Reconquista Juan Rubén Martínez, il vescovo di Azul Emilio Bianchi di Cárcano e l'arcivescovo coadiutore di Mendoza José María Arancibia.
Il 13 maggio 1997 papa Giovanni Paolo II lo ha nominato primo vescovo della nuova diocesi di Merlo-Moreno. Ha preso possesso della diocesi il 28 giugno successivo.
Bargalló è stato qualificato come uno dei giovani vescovi impegnati nei settori della tutela dei più esclusi e uno dei vescovi che più hanno accompagnato le azioni delle organizzazioni cattoliche che promuovono l'"opzione per i poveri". Questo è stato messo in discussione quando sono state resi noti i soggiorni di vacanza nelle spiagge paradisiache del Messico, i soggiorni in hotel a 5 stelle, con prezzi che superavano i 500 dollari a notte. Quando è stata rivelata questa notizia, molti lo hanno criticato per il non aver mantenuto il voto di povertà. Va tuttavia detto che i presbiteri diocesani come lui non emettono il voto di povertà che viene pronunciato in genere dai religiosi.
Nel novembre del 2005 monsignor Bargalló è stato eletto presidente della Caritas argentina. È succeduto a monsignor Alcides Jorge Pedro Casaretto e ha ricoperto l'incarico fino a novembre del 2011. Nel marzo del 2007 l'assemblea della Segreteria della Caritas latinoamericana e caraibica lo ha eletto presidente della Caritas per la regione latinoamericana e caraibica. È succeduto a monsignor Gregorio Rosa Chávez, vescovo ausiliare di San Salvador. Nel novembre del 2010 Bargalló è stato rieletto presidente per un nuovo mandato di quattro anni.
Bargalló ha condiviso la posizione critica della Chiesa cattolica in Argentina in relazione al governo dei Kirchner:
Durante lo sciopero degli agricoltori del 2008, il vescovo Bargalló ha risposto alle dichiarazioni della presidente Cristina Fernández de Kirchner, che ha accusato i produttori agricoli di "avidità" dicendo: "Siate più solidali perché l'avidità è il peggiore dei peccati che Dio condanna".
Alla domanda da parte della stampa, il vescovo Bargalló ha detto:
Negli ultimi anni di episcopato, monsignor Bargalló è stato coinvolto in uno scontro personale con il sindaco di Partido di Merlo Raúl Othacehé. Esso ha avuto origine quando il vescovo ha difeso un gruppo di sacerdoti della sua diocesi che operavano a Merlo e che erano stato sottoposti a persecuzioni dal sindaco Othacehé e dai suoi seguaci. I sacerdoti avevano in comune la loro simpatia per il Movimento dei sacerdoti per il Terzo mondo e in un modo o nell'altro l'essere stati coinvolti in settori avversi al sindaco o a sostegno di richieste sociali (per esempio dei lavoratori licenziati, ecc.). Tra i sacerdoti sottoposti a persecuzioni vi erano Raúl Vila, Miguel Velo, Juan Carlos Martínez e Luis Guzmán Domínguez. Questa situazione ha portato monsignor Bargalló a organizzare un movimento ecclesiale che riuniva le varie forze politiche e sociali dell'opposizione in incontri in cui l'attivismo politico e i dibattiti sociali si protraevano fino a tarda notte. Questi incontri hanno causato il ripudio di un settore di fedeli della zona ovest che ha iniziato a pubblicare diverse richieste per chiedere la rimozione del vescovo e dei sacerdoti coinvolti.
Il 19 giugno 2012 sono state pubblicate in televisione delle fotografie che ritraevano monsignor Bargalló che faceva il bagno sulla spiaggia di Puerto Vallarta, in Messico, e abbracciava una donna con un atteggiamento molto affettuoso. Quando si è confrontato con le fotografie scattate da un giornalista del canale América 24 ha affermato di non essere a conoscenza del fatto e delle fotografie. Alcuni giorni dopo il vescovo ha però ammesso la veridicità delle immagini, aggiungendo che lui e la donna sono amici fin dall'infanzia. È stato ipotizzato che le fotografie fossero state fatte trapelare dai parenti del sindaco Raúl Othacehé, come vendetta. È stato anche detto che lo scandalo era il frutto dello scontro a livello nazionale con la presidente Cristina Fernández de Kirchner. Altre speculazioni hanno evidenziato come lo scandalo sia servito a stroncare la sua possibile successione al cardinale Jorge Mario Bergoglio nell'ufficio di arcivescovo di Buenos Aires.
Il 22 giugno, infine, il vescovo Bargalló ha riconosciuto il suo rapporto sentimentale con la donna, giustificando tutte le fotografie scattate e ha presentato le sue dimissioni. In aggiunta, la donna con cui è stato fotografato era stata sposata dallo stesso vescovo anni prima. Egli aveva battezzato i suoi figli ed è il padrino di uno di essi. Le immagini pubblicate, prodotto della sua storia clandestina, hanno spinto alcuni a rivalutare il suo ministero pastorale. Il 26 giugno papa Benedetto XVI ha nominato amministratore apostolico della diocesi monsignor Alcides Jorge Pedro Casaretto. Come presidente della segreteria della Caritas latinoamericana e caraibica gli è succeduto il vescovo di El Vigía-San Carlos del Zulia José Luis Azuaje Ayala per il periodo 2012-2015.
Dopo un anno di riflessione e discernimento, monsignor Bargalló ha deciso di continuare il suo ministero sacerdotale e dal 2014 è parroco di una parrocchia nella città di Plottier, nel dipartimento di Confluencia.
Nel marzo del 2009 e nel maggio del 2019 ha compiuto la visita ad limina.

## Genealogia episcopale
La genealogia episcopale è:
- Cardinale Scipione Rebiba
- Cardinale Giulio Antonio Santori
- Cardinale Girolamo Bernerio, O.P.
- Arcivescovo Galeazzo Sanvitale
- Cardinale Ludovico Ludovisi
- Cardinale Luigi Caetani
- Cardinale Ulderico Carpegna
- Cardinale Paluzzo Paluzzi Altieri degli Albertoni
- Papa Benedetto XIII
- Papa Benedetto XIV
- Papa Clemente XIII
- Cardinale Bernardino Giraud
- Cardinale Alessandro Mattei
- Cardinale Giacomo Giustiniani
- Cardinale Pietro Ostini
- Vescovo Mariano Medrano y Cabrera
- Arcivescovo Mariano José de Escalada Bustillo y Zeballos
- Vescovo Venceslao Javier José Achával y Medina, O.F.M.
- Arcivescovo Federico León Aneiros
- Vescovo Reinaldo Toro, O.P.
- Arcivescovo Uladislao Castellano
- Vescovo Juan Nepomuceno Terrero y Escalada
- Cardinale Santiago Luis Copello
- Vescovo Manuel Tato
- Vescovo Antonio María Aguirre
- Vescovo Justo Oscar Laguna
- Vescovo Fernando María Bargalló